# Илькашево
Илька́шево (баш. Илкәш) — село в Чишминском районе Республики Башкортостан Российской Федерации. Входит в состав Алкинского сельсовета.

## География

### Географическое положение
Расстояние до:
- центра районного центра (Чишмы): 4 км,
- центра сельсовета (Узытамак): 10 км,
- ближайшей ж/д станции (Чишмы): 4 км; ж/д станции Туран: 1,5 км

## История селения
История селения Илькашево (старое название — Сарт-Хосян, встречается также — Сарт-Хасян, Сарт-Хасан, Сарт-Хосяново) имеет богатое историческое прошлое и является одним из наиболее «древних» поселений в Чишминском районе Башкирии. Оно корнями уходит в средневековье, когда в XIII—XV веках самое сильное и сплочённое племя башкир Мин (одно из родо-племенных объединений в составе дёмской группы башкир, потомки мингов) разместилось в этих краях вдоль реки Дёмы (башк.- Дим). Позднее на эти земли пришли татары-мишары, бежавшие из покоренного русскими Казанского ханства, мордва — с Пензенской губернии, русские, украинцы — после присоединения башкирских земель к Руси. На кладбище селения, расположенном на возвышенности под названием «Килембәт» (башк.) посреди заливного луга, можно найти надгробия, датированные XVII—XVIII веками. Вероятно, возвышенность Килембәт названа в честь мурзы Аксака Килембета, одного из последних ногайских правителей башкир (в 1550 г. бежал на Кубань, потомок Едигея), в первой половине XVI в. властвовавшего около озера Акзират (в наст.время 3 км от сел. Илькашево (бывшее с. Сарт-Хасян), вполне вероятно, что на красивейшей возвышенности располагалась его ставка). В конце 1990-х годов на кладбище селения было обнаружено старое захоронение (возможно и старое подворье), в котором находилась глиняная посуда с определённым орнаментом (предположительно X—XII век).
В древности местность относилась к Казанскому ханству, далее входила в состав территориальных делений Российского государства:
в 1586—1708 гг. — Уфимский уезд;
в 1708—1744 гг. — Казанская губерния;
в 1744—1781 гг. — Оренбургская губерния;
в 1781—1796 гг. — Уфимское наместничество;
в 1796—1865 гг. — Оренбургская губерния;
в 1865—1922 гг. — Уфимская губерния Российской Империи и РСФСР;
с 14 июня 1922 г. — Башкирская АССР и Республика Башкортостан.
В период с 1798 г. по 1865 г. территория Башкирии была поделена на кантоны. Селение Сарт-Хосян входила в состав 8-го башкирского (после 1856 г. — 10-го уфимского) кантона Уфимского уезда Оренбургской губернии.
Селение основано башкирами Чуби-Минской (встречается также — Суби-Минской, Чубиминской) волости Ногайской дороги (даруги) на собственных землях. Первое упоминание в истории — 1549 год, ранее, до конца XIX века существовала под названием селение Сарт-Хосян. В опубликованном в 1848 г. газетой «Оренбургские ведомости» очерке краеведа В. С. Юматова, записанного им со слов башкир Чубиминской волости говорится: «За несколько лет до взятия русскими Казани … недалеко от нынешней деревни Сарт-Хосяновой … наконец сделалось землетрясение, земля кричала…, потом была жестокая зима с глубоким снегом». В работе «Тысячелетняя история необычных явлений природы» (Борисенко, Пасейкин, 1988 г.) самая ближайшая к этому времени холодная зима в Казанском ханстве, куда входили описываемые территории, отмечалась в 1549 г. Упоминаемая в рассказе д. Сарт-Хосяново существовала под таким названием до начала XX в. Она расположена восточнее современного районного центра Чишмы (на левом берегу р. Калмашка) и известна сейчас под названием Илькашево".
Причина переименования селения неизвестна, как и само значение слова «Илькашево». Первые упоминания в истории нового названия селения встречаются: на Плане генерального межевания Уфимского уезда Оренбургской губернии 1820 года («Илькашева Сарт Хасянова тоже»), карте Чуби-Минский волости 1867 года и в Сводных ведомостях переписи населения Российской Империи 1870 года, где записано так: «Сарт-Хосяново (Илькашево) деревня».
В последней трети XVIII века старшиной Чуби-Минской волости был Айсы Якупов. Плодородные земли долины реки Дёмы привлекали внимание многочисленных переселенцев, предлагавших хорошие деньги, и в конце XVIII столетия здешние башкиры начали активно продавать свои угодья. Так, уже в августе 1775 года башкиры Чуби-Минской волости старшины Айсы Якупова заключили сделку о продаже земли, которую в том числе подписали Бикбов Илкашев (возможно, был жителем села Сарт-Хосян) и Кусяш Якупов (оба являлись — поверенные выбранные от мирских людей вотчинников-башкирцев). Как версия, можно предположить, что новое название селу было дано в честь Б. Илкашева.
В названии селения слово «Хосян» не вызывает особых противоречий, и происходит от имени. С первой же частью приставкой «Сарт» не всё так однозначно. Сарт — первоначально древнетюркское слово означавшее «купец». И общее наименование части населения Средней Азии в XIII—XIX веках.
Сарты — оседлая часть узбеков. Возможно, термин применялся к оседлым кочевникам, туземным оседлым жителям городов и селений Сырдарьинской области и части Ферганской и Самаркандской. В Предуралье и Зауралье есть множество сел с данной приставкой. Возможно приставка «Сарт» появилась в период, когда в этих землях распространял Ислам среди башкир Хаджи-Хусейн-бек, ставший в Башкирии духовным судьёй над башкирами (носил титул кади, по статусу кади стоит выше имама мечети и является главой мусульман города, области), и первым имамом Башкортостана. Хаджи-Хусейн-бек умер в 1341—42 году и был похоронен рядом с озером Акзират, на небольшом холме, (в наст. время 3 км от сел. Илькашево (бывшее с. Сарт-Хасян)). В башкирские земли он был прислан в начале XIV века, когда башкирский хан Узбек (1312—1340 гг.)) обратился в Туркестан с просьбой прислать человека для распространения ислама .
Вместе с тем, последние исследвания показали, что всё-таки исконно селение носило название Илькашево. Данное название указывают карты Уфимского наместничества за 1781 г. и за 1791 г.
Историю названия деревни (Сарт-Хасян), как предположение, можно соотнести с Договором продажи земли башкирами-вотчинниками переселенцам Сартской волости. Приведём часть текста (стилистика сохранена, многоточия означает нечитаемые части текста): «1792 года февраля 7 дня Уфимскаго наместничества оной же округи Чубиминской волости команды старшины Амера Курбангулова разных деревень вотчинныя башкирцы, с общаго согласия дали мы сие договорное писмо о том, что жалованную от Великих Государей предкам нашим землю отдали также округи Сартской волости деревни Авезеевой мулле Габейдулле, Егаферу и Бикташу Кузянгулову, Зюбеиру Абзанову, Юмагузе Екупову, Алябаю Авзееву, Енгабаю Каипкулову, Земалу Бурневу, сотнику Хасяну Умбекееву с товарищи, …. дворам, за которую землю мы припущенники отдать имеем денег двести рублей …. каждого с двора платили по десяти копеек обороку …. (далее по тексту описывается границы земельного надела и подписи башкир-вотчинников тамгой) …. и руку приложил сие договорное писмо свидетельствовал Башкирский старшина Амер Курбангулов во уверение чего волостную печать приложил».
В те времена, как правило, новым деревням название давали либо от имён первых поселенцев, либо от имён старшин. Таким образом, рядом с деревней Илькашево появилось новое поселение — деревня Сарт-Хасян (от имени сотника Хасяна Умбекеева). Со временем границы между деревнями срослись, и поселение стало называться Сарт-Хасян. По каким-то причинам новое название не прижилось, и спустя чуть более 100 лет поселению вернулось исконное наименование Илькашево.
В конце XIX века в селении были: бакалейная лавка, хлебозапасный магазин, мечеть (снесена в начале 1930-х годов) и водяная мельница (после прорыва плотины на реке Калмашка в апреле 1975 года пришла в упадок и стоит в руинах). Мельница и сооружение для водосброса (утрачено) для нужд мельницы представляли собой единый архитектурный комплекс с оригинальным орнаментом. И в единстве с росшими вдоль плотины огромными деревьями (тал) выглядело очень зрелищно и величаво. Жители селения занимались земледелием, скотоводством, частично пчеловодством. После постройки плотины на реке Калмашка — разведением рыбы частиковых пород и рыболовством.
В период становления Советской власти и электрификации России (план ГоЭлРО) мельница была переоборудована в ГЭС и вырабатывала электроэнергию для нужд селений Илькашево и Санжаровка (обе деревни составляли один колхоз). Организовал это дело директор Санжаровской школы. Нарисовал проект, смету и в Москву за «добром». Работала станция только днем и вечером (поздно ночью не работала). Когда в селениях были торжества (свадьба или т. п.), работу ГЭС по просьбе жителей продлевали на некоторое время. Жители деревни Чишмы (ныне посёлок городского типа и райцентр) приходили на край Чишмов и смотрели, как в Илькашево горел свет. В Чишмах света не было. Позднее, после войны, когда появилась единая энергосеть, ГЭС вновь была переоборудована в мельницу (но теперь работала от электроэнергии).

## Население
| 1795 | 1816 | 1834 | 1859 | 1870 | 1896 | 1906 |
| ---- | ---- | ---- | ---- | ---- | ---- | ---- |
| 35   | ↗100 | ↗130 | ↗167 | ↗196 | ↗357 | ↗367 |
| 1917 | 1939 | 1959 | 1989 | 2002 | 2009 | 2010 |
| ↗515 | ↘490 | ↘373 | ↘227 | ↘215 | ↗266 | ↘210 |

В связи с открытием 8 (20) сентября 1888 года (начало стройки — 1885 год) движения по Волго-Бугульминской (позднее — Самарской) железной дороге, построенной в непосредственной близости (ближайшая 50 м.) от селения, началась новая жизнь в селении и рост численности населявших селение людей.
При строительстве железной дороги в зону отчуждения попала озеро, за засыпку которой жителям села было выплачено в общей сложности 1000 рублей (по тем временам это было весьма значительной суммой). Кстати, сама стройка принесла башкирам неплохие деньги. Железнодорожники выкупали землю под магистраль у местных общин, в том числе у башкирских сельских обществ деревень Уфимского уезда. Механизм покупки был следующий: приезжали оценщики и договаривались с сельчанами, потом оформлялись требуемые документы, составлялась купчая крепость (акт о продаже) и в сельское общество поступали деньги. Неплохие, в среднем за десятину путейцы платили по 35 рублей 68,8 копеек. Кроме того, компенсировалось всё имущество на земле: посевы, постройки и прочее (в том числе водоёмы).
В 1914 г. началось движение по 2-й транспортной линии (пути), вновь построенной частной Волго-Бугульминской железной дороги из Симбирска (ныне — Ульяновск).
Гендерный состав
в 1795 году всего 35 чел. обеих полов, число дворов — 10;
в 1816 году мужского пола — 46 чел., женского пола — 54 чел. (из них башкирцев, выходящих своим происхождением от Бухарцев и поселившихся а 1792 г. по срочному договору — 54 души);
в 1834 году мужского пола — 66 чел., женского пола — 64 чел. (из них башкирцев, выходящих своим происхождением от Бухарцев и поселившихся в 1792 г. по срочному договору — 59 душ);
в 1859 году мужского пола — 83 чел., женского пола — 84 чел.;
в 1870 году мужского пола — 107 чел., женского пола — 89 чел., число дворов: 39;
в 1896 году мужского пола — 181 чел., женского пола — 176 чел., число дворов: 60;
в 1920 году мужского пола — 253 чел., женского пола — 261 чел., число дворов: 90 (в 1925 г. — дворов: 99);
По состоянию на 1 января 2013 г. число дворов — 94.
По данным Ревизских сказок, в конце XVIII века и в XIX веке в селении процветала многоженство, как правило, у мужчин деревни было по 2-3 жены разных возрастов и множество детей в каждой семье.(источник — http://www.edoclib.gasrb.ru/ Архивная копия от 20 ноября 2016 на Wayback Machine)
Национальный состав
В 1917 году — 515 жителей (мишарей — 496 чел., башкир — 7 чел., русских — 12 чел).
Согласно переписи 2002 года, преобладающие национальности — башкиры (66 %), татары (27 %).
В очерке «История башкирского народа» говорится: «В конце XVII—XVIII вв. в сословие башкир сверху были причислены … сарты д. Сарт-Хасаново, … Уфимского уезда Оренбургской губернии. Длительное проживание по соседству с башкирами и совместная военная служба привела их к сближению с башкирами. К середине XVIII в. они растворились в среде башкир и стали такими же вотчинниками — владельцами общинных земель, выполняли те же повинности, что и башкиры-вотчинники. Они стали башкирами как в сословном, так и в этническом отношениях. Отличаются от коренных жителей лишь одним — своим происхождением: одни из них вышли из сартов, …».

## Достопримечательности в округе селения
Мавзолей Хусейн-бека
Мавзолей Тура-хана
Вместе с тем, мавзолей Хаджи-Хусейн-бека не был единственным захоронением того времени. Об этом свидетелствуют хотя бы надмогильные камни, относящиеся к эпохе памятника Хусейн-бека и обнаруженные в 1847 г. В. Юматовым на земле минских башкир. «По дороге от деревни Термов к деревне Сарт-Хасяновой, — пишет Юматов, — не доезжая до неё версту, на левой стороне речки Калмаша есть также два старинные надмогильные камня». Далее автор сообщает, что вырезанные на них арабскими буквами надписи «очень хороши и весьма сходны изяществом с надписью на камне Хусейн-Бека». В. Юматов эти камни относит к первой половине XIV в. Эти два захоронения сохранились и до наших дней (в оградках), но к сожалению, без надмогильных камней (ныне — это окраина деревушки Верхний Ключ (в современном обиходе — Заготскот), склон ближе к пруду на р. Калмашке). Возможно камни находятся в Уфимском краеведческом музее, очень хочется надеяться, что не утрачены. Есть предание которое гласит, в версте от селения Илькашево (ранее дер. Сарт-Хасяновой) на левой стороне речки Калмашка была гора Чучак (означает «бродяга, путник», и было именем человека), сравнённая примерно в 2005 г., на вершине которой до революции 1917 г. были захоронения. Что стало с захоронениями — неизвестно.

## Люди, связанные с селением
Хакимов Нурислам Гаймадинисламович (16.01.1897 — 30.01.1988) — мулла, известный во многих районах Башкирии. Является прямым потомком основателя селения (муллы Габидуллы). В юности получил хорошее образование — окончил медрессе. Был весьма начитан, слыл прекрасным оратором с хорошо поставленным голосом и речью. В период Гражданской войны воевал против Красной армии в составе армии адмирала Колчака А. В. (1918—1920 гг.) в чине фельдфе́беля — воинское звание и должность унтер-офицерского состава в армиях России (до 1917 года).
Исмагилов Гайзетин Шайхадинович (1895—1965) — участник Гражданской войны в 1919—1921 гг. против армий генерала Деникина А. И. и адмирала Колчака А. В. Участник ВОВ (см. ниже).
Юлдашев Хусаин Зиннатович (1919—2013) — участник 3-х войн: Халхин-Гол (1938 г.), Финская (1939—1940 гг.) и ВОВ (см. ниже).
Хакимов Фатих Нуриязданович (1967 г.р.) — офицер-пограничник, полковник (внук Хакимова Нурислама Гаймадинисламовича). Ветеран боевых действий, награждён государственными наградами.
Батыршин Муллаян Альфатович (1958—2002) — офицер-подводник, капитан 1 ранга.
С учреждением в крае кантонной системы (селение Сарт-Хосяново входила в состав 8-го башкирского кантона Уфимского уезда Оренбургской губернии) мужчины ежегодно отправлялись нести караульную службу на Оренбургскую пограничную линию, участвовали в различных военных компаниях. Ряд уроженцев села Сарт-Хасяново за ратные подвиги по защите Отечества получали воинские звания как в казачьих войсках (казачьи офицерские (урядник, хорунжий, сотник, есаул и т. д.) и классные (зауряд-хорунжий, зауряд-сотник, зауряд-есаул и т. д.)). В ревизских сказках (переписях населения) 1816 г., 1836 г., 1850 г. и 1859 г. имеются записи о том, что среди сельчан имелась прослойка военных: ……
§ Юмагул Якупов, сотник (1757 г. р.),
§ Гимуран Султанбеков сын токтаров, зауряд-есаул (1780—1848 гг.), находился на службе в 7-м башкирском полку в г. Москве (в 1807 г.), участник антинаполеоновской кампании в 1805—1807 гг.
§ Палнаман Юмагулов, есаул (1781 г. р.),
§ Ташбулат Тиутлин, походный сотник (1784 г. р.),
§ Габдуллатиф Батршин (1796 г.р.) сын токтаров, урядник (в 1859 г. — зауряд-хорунжий и юртовой старшина 12 юрты),
§ Мухамметша Ибрагимов, урядник (1800 г. р.),
§ Юлбарис Исергапов, урядник (1787—1831 гг.),
§ Абдулкарим Хасянов, сотник (1783 г.р.),
§ Хусейн Хасянов сын тазикин, табинин зауряд-есаул (1802 г. р.). В настоящее время его потомки носят фамилию «Тазикин», которое больше нигде не встречается.
Упоминаются в списке жителей также:
- мулла Габидулла (род.?-до 1816 г.), переехавший в деревню с семьёй в феврале 1792 г. из Бухары. От имён его сыновей Абдулкасым, Абдулхаким и Ибрагим пошли фамилии - Касымовы, Хакимовы и Ибрагимовы.
- указной мулла Идрис Бикташев (1788—1850 гг.).
- указной переводчик Галиакбер Исламгулов (1785—1851 гг.),
- азанче (то есть служитель мечети, муэдзин) Фахрутдин Абдулхакимов (1800 г. р., внук муллы Габидуллы).
Чины подразделялись на действительные, классные и зауряд-чины. Армейские (подпрапорщик, прапорщик, поручик, капитан, майор, подполковник, полковник, генерал-майор), казачьи (урядник, хорунжий, сотник, есаул, войсковой старшина), действительные и классные чины (от 14 до 12 класса) присваивались царем и военным министром за воинские или особые заслуги. К зауряд-чинам относились: зауряд-хорунжий, зауряд-сотник, зауряд-есаул, которые присваивались генерал-губернатором.
Уроженцы села, подвергшиеся политическим репрессиям в 1930-х годах. …
Хакимов Сагитдин Низамутдинович
Родился в 1876 г., д. Сарт-Хасаново Уфимского уезда Уфимской губернии (ныне — д. Илькашево Чишминский район Респ. Башкортостан), башкир, неграмотный, б/п, Алкинское скотоводческое товарищество, агент-единоличник.
Арестован 1 ноября 1929 г. Приговорен: обв. по ст. 58-10 (антисоветская агитация и пропаганда). Приговор: сослан на 3 года. Реабилитирован 21 апреля 1993 г.
Хакимов Гаймадинислам Насретдинович (варианты имени: Гимадислам)
Родился в 1873 г., д. Сарт-Хасаново Уфимского уезда Уфимской губернии (ныне — д. Илькашево Чишминский район Респ. Башкортостан), башкир, неграмотный, б/п, единоличник.
Арестован 1 ноября 1929 г. Приговорен: обв. по ст. 58-10 (антисоветская агитация и пропаганда). Приговор: сослан на 3 года на лесоповал в Архангельскую область. Реабилитирован 21 апреля 1993 г.
В конце 1932 г. направлен на строительство Кана́ла и́мени Москвы́ (сокращённо КиМ, до 1947 г. — канал Москва — Волга). Вернулся домой в 1939 г. больным. Умер в мае 1941 г.
Хакимов Исламутдин Мухутдинович
Родился в 1882 г., д. Сарт-Хасаново Уфимского уезда Уфимской губернии (ныне — д. Илькашево Чишминский район Респ. Башкортостан), башкир, неграмотный, б/п, единоличник.
Арестован 1 ноября 1929 г. Приговорен: обв. по ст. 58-10 (антисоветская агитация и пропаганда). Приговор: к лишению свободы на 5 лет. Реабилитирован 21 апреля 1993 г.
Гильманов Гата Ризванович
Родился в 1875 г., д. Сарт-Хасаново Уфимского уезда Уфимской губернии (ныне — д. Илькашево Чишминский район Респ. Башкортостан), башкир; образование начальное; б/п; единоличник.
Арестован 1 ноября 1929 г. Приговорен: обв. по ст. 58-10 (антисоветская агитация и пропаганда). Приговор: к лишению свободы на 3 года. Реабилитирован в апреле 1993 г.
Туктаров Амирзян Хасанович
Родился в 1866 г., д. Сарт-Хасаново Уфимского уезда Уфимской губернии (ныне — д. Илькашево Чишминский район Респ. Башкортостан), башкир; образование начальное; б/п; единоличник.
Арестован 1 ноября 1929 г. Приговорен: обв. по ст. 58-10 (антисоветская агитация и пропаганда). Приговор: сослан на 3 года. Реабилитирован 21 апреля 1993 г.
Туктаров Ибрагим Исламович
Родился в 1915 г., д. Сарт-Хасаново Уфимского уезда Уфимской губернии (ныне — д. Илькашево Чишминский район Респ. Башкортостан), башкир; образование неполное среднее, б/п, красноармеец.
Арестован 31 августа 1942 г. Реабилитирован 30 ноября 1942 г.
Убит в бою 02.12.1943 г. Захоронен в дер. Устья Оршанского района Витебской области Белорусской ССР.

## Уроженцы селения, в Великую Отечественную войну 1941—1945 годов награжденные правительственными (боевыми) наградами
- Абузаров Билал Шагизаметович, 1904 г.р., (рядовой) — медаль «За боевые заслуги»
- Абузаров Хайрас Шагизаметович, 1907 г.р., (старший лейтенант) — орден Красной Звезды
- Абузаров Нурислам Гузаирович, 1902 г.р., (гвардии старшина) — ордена: Красной Звезды, Отечественной войны II степени; 2 медали «За отвагу», медаль «За боевые заслуги»;
- Ахметов Минимулла Мухаметдинович, 1913 г.р., (гвардии лейтенант) — орден Александра Невского, 2 ордена Красной Звезды. Погиб 13.01.1945 г. в Венгрии (см. выше)
- Бикташев Заки Давлетович, 1915 г.р., (лейтенант) — орден Красной Звезды
- Бикташев Камиль Давлетович, 1917 г.р., (гвардии старший лейтенант) — медали: «За боевые заслуги», «За оборону Ленинграда»
- Бикташева Назиба Давлетовна, 1923 г.р., (младший лейтенант) — медали: «За оборону Сталинграда», «За оборону Советского Заполярья», электрик пожекторной станции (одна из трёх девушек деревни, участвовавших в ВОВ, на фронте с 1942 г., см. Гимранова Р. А., Хакимова С. Г.). Участница войны с Японией.
- Гимранов Ахметзия Мухаметшарипович, 1906 г.р., (младший сержант) — орден Красной Звезды, медаль «За оборону Ленинграда»
- Гимранов Габдулла Габбасович, 1914 г.р., (рядовой) — орден Славы III степени (с 24.04.1942 г. по июнь 1944 г. был в плену по ранению, бежал и перешел линию фронта, далее продолжил участие в ВОВ)
- Гимранова (после войны замужем за — Юлдашев Галяз Галлямович) Рашида Афзаловна (ефрейтор) — медали: «За отвагу», «За освобождение Праги», снайпер роты (одна из трёх девушек деревни, участвовавших в ВОВ, на фронте с 25.08.1944 г., см. Хакимова С. Г., Бикташева Н. Д.)
- Гиндуллин Газни Гиззатович, 1919 г.р. (сержант) — орден Красной Звезды, медаль «За отвагу»
- Зайнашев Валейнур Казыханович, 1918 г.р., (ст. лейтенант) — медаль «За боевые заслуги»
- Ибрагимов Хазигали Мухамедович, 1912 г.р., (ефрейтор) — медаль «За боевые заслуги»
- Идрисов Муллаян Хисамутдинович, 1904 г.р., (старший лейтенант) — орден Красной Звезды
- Иксанов Сайфи Галимович, 1910 г.р., (гвардии старшина) — медаль «За боевые заслуги»
- Исмагилов Гайзетдин Шайхадинович, 1895 г.р., (гвардии рядовой) — медали: «За отвагу», «За взятие Берлина». Участник Гражданской войны в 1919—1921 гг. против армий генерала Деникина А. И. и адмирала Колчака А. В.
- Низамутдинов Ахмет-Закий Галяутдинович, 1919 г.р., (старший сержант) — медаль «За отвагу» (награда за войну с Японией)
- Низамутдинов Хаматнур Абдрахимович, 1904 г.р., (рядовой) — орден Славы III степени, медаль «За оборону Ленинграда»
- Туктаров Узбек Галимзянович, 1926 г.р., (гвардии сержант) — медали: «За боевые заслуги», «За взятие Берлина», «За освобождение Праги»
- Туктаров Рахимзян Усманович, 1906 г.р., (рядовой) — орден Красной Звезды, медали: «За боевые заслуги», «За оборону Сталинграда», «За оборону Ленинграда»
- Хакимов Мусавир Гаймадинисламович, 1907 г.р., (сержант инт. сл.) — медали: «За оборону Москвы» и «За взятие Будапешта»
- Хакимов Минимулла Гаймадинисламович, 1911 г.р., (сержант) — медали: «За отвагу» и «За боевые заслуги» (обе награды за войну с Японией)
- Хакимова Срур Гаймадинисламовна, 1923 г.р., (ефрейтор) — медали: «За оборону Сталинграда», «За оборону Советского Заполярья», номер расчета зенитного орудия (одна из трёх девушек деревни, участвовавших в ВОВ, на фронте с 1942 г., см. Гимранова Р. А., Бикташева Н. Д.)
- Хакимов Рифхат Сагитдинович, 1926 г.р., (рядовой) — орден Славы III степени, медаль «За освобождение Праги»
- Хакимов Шайхул Исламутдинович, 1916 г.р., (лейтенант) — орден Красной Звезды, медали: «За боевые заслуги», «За оборону Ленинграда», «За взятие Берлина», «За освобождение Варшавы»
- Хусаинов Амирзян Нагимзянович, 1912 г.р., (гвардии старшина) — 2 медали «За отвагу», медали: «За боевые заслуги», «За оборону Сталинграда», «За освобождение Варшавы», «За взятие Берлина»
- Хусаинов Галимзян Нагимзянович, 1918 г.р., (гвардии рядовой) — медаль «За отвагу»
- Юлдашев Галяутдин Галлямович, 6.08.1925, (гвардии сержант) — 02.08.1944 Медаль «За боевые заслуги»; 14.03.1945 Медаль «За отвагу»; 15.05.1945 Медаль «За отвагу»
- Юлдашев Кашаф Сахаевич, 1915 г.р., (гвардии сержант) — орден Красной Звезды, медаль «За отвагу»
- Юлдашев Галяз Галлямович (Гаязович), 1925 г.р., (гвардии сержант) — 2 медали «За отвагу», медаль «За боевые заслуги»
- Юлдашев Гарафутдин Галлямутдинович, 1923 г.р., (гвардии сержант) — медаль «За отвагу»
- Юлдашев Хусаин Зиннатович, 1919 г.р., (рядовой) — орден Красной Звезды (участник 3-х войн: Халхин-Гол, Финская (1939—1940 гг.) и ВОВ))[7]

## Уроженцы селения, в 1985 г. награждённые орденами Отечественной войны
Отечественной войны I степени:
- Гиндуллин Рашит Гиззатович, 1923 г.р.
- Идрисов Мулланур Хисаевич, 1920 г.р.
- Туктаров Рахимзян Усманович, 1904 г.р.
- Хакимов Шайхул Исламутдинович, 1916 г.р.
- Юлдашев Галяз Галлямович, 1925 г.р

Отечественной войны II степени:
- Батршин Нуртдин Абзалович, 1919 г.р.
- Батршин Ризван Абдрахманович, 1919 г.р.
- Бикташев Камиль Давлетович, 1917 г.р.
- Бикташева Назиба Давлетовна, 1923 г.р.
- Галиев Мурат Фазылович, 1923 г.р.
- Галиакбаров Фатхей Афтахутдинович, 1913 г.р.
- Гимранов Миннула Хамзеевич, 1924 г.р.
- Гимранов Ахметзия Мухаметшарипович, 1906 г.р.
- Гимранова (Юлдашева) Рашида Афзаловна, 1924 г.р.
- Зайнашев Валейнур Казыханович, 1918 г.р.
- Ибрагимов Хазигали Мухаметович, 1912 г.р.
- Идрисов Анвар Исмагилович, 1925 г.р.
- Низамутдинов Закари Абдрахманович, 1913 г.р.
- Хакимов Миннимулла Гаймадинисламович, 1911 г.р.
- Хакимова Срур Гаймадинисламовна, 1923 г.р.
- Хусаинов Амирзян Нагимзянович, 1912 г.р.
- Хусаинов Галимзян Нагимзянович, 1918 г.р.
- Юлдашев Хусаин Зиннатович, 1919 г.р.
- Юмагулов Гиззят Талхович, 1909 г.р.[7]

## Уроженцы селения, погибшие в Финскую 1939—1940 гг. и в Великую Отечественную войну 1941—1945 гг
- Сайт Минобороны России «Память народа»
- Сайт Минобороны России «Мемориал»

I. Погибшие в Советско-Финскую (зимнюю) войну в 1939—1940 годах
— красноармеец Гимранов Тахир Хамзиевич, 1915 г.р.
— красноармеец Туктаров Минимулла Набиуллович, 1915 г.р.
II. Погибшие в Великую Отечественную войну в 1941—1945 годах
1. рядовой Абузаров Закари Гузаирович, 1916 г.р., пропал без вести в 03.1942 г.
2. рядовой Ахметов Минислам Файзуллович, 1898 г.р., пропал без вести после 21.07.1943 г.
3. рядовой Ахметов Минигаян Файзуллович, 1903 г.р., пропал без вести в 03.1944 г.
4. гв.лейтенант Ахметов Минимулла Мухаметдинович, 1913 г.р., погиб 13.01.1945 г. в Венгрии, захоронен в Венгрии на кладбище варм. Пешт-Пилис-Шолт-Кишкун, г. Пештсентэржабет.
5. рядовой Батыршин Фарит Зарипович, 1925 г.р., погиб 29.12.1943 г. Захоронен в дер. Высокое Рогачевского района Гомельской обл. Белорусская ССР.
6. рядовой Булатов Валетдин Мингазетдинович, 1909 г.р., пропал без вести в 09.1943 г.
7. рядовой Галиакберов Баян Афтахович (Фаттахович), 1910 г.р., погиб 11.05.1942 г. Захоронен в дер. Липовики Ленинградской обл.
8. рядовой Галиакберов Динеслам (более сведений установить не удалось).
9. рядовой Гильманов Миниахмет, 1905 г.р. пропал без вести 27.07.1942 г. в бою на правом берегу р. Дон рядом со станицей Нижне-Чирская Сталинградской обл.
10.рядовой Гиморанов Сергей Михайлович, 1909 г.р., 12.08.1941 г. попал в плен у г. Кричев Климовичского района Могилёвской области Белорусской ССР. Содержался в лагере шталаг-20Ц (Stalag XX C; он же — 312), находившемся в западнопрусском городе Торн (ныне — польский Торунь). Присвоенный здесь лагерный номер — «4977». Умер от общего истощения организма 06.11.1941 г. в шталаге-20Ц (Stalag XX C; он же — 312).
11.рядовой Гимранов Ахмет Махмутович, 1909 г.р., пропал без вести в 03.1942 г.
12.рядовой Гимранов Мунир Махмутович, 1914 г.р., пропал без вести в 03.1943 г.
13.гв. сержант Гимранов Мударис Гайнисламович, 1918 г.р., погиб 21.12.1942 г. Захоронен в братской могиле в г. Калач-на-Дону, площадь Павших борцов (перезахоронен из станицы Кривая Музга Волгоградской обл.).
14.рядовой Гимранов Динеслам Гайнисламович, 1920 г.р., убит 26.09.1941 г. Захоронен на территории колхоза имени Петровского, около центральной дороги с. Черевки, Березанский р-н, Киевская обл., Украинская ССР.
15.рядовой Гимранов Нурулла Гайнисламович, 1924 г.р., погиб 31.01.1943 г. Захоронен в дер. Моночарово Ливенского района Орловской обл.
16.рядовой Гимранов Нуриахмет Набиахметович, 1917 г.р., пропал без вести в 02.1942 г.
17.старшина Гимранов Заки Набиахметович, 1917 г.р., пропал без вести в 03.1942 г.
18.рядовой Гимранов Мунир Набиахметович (более сведений установить не удалось).
19.рядовой Гимранов Гиндулла Габассович, 1916 г.р., пропал без вести в 10.1944 г.
20.рядовой Гимранов Миниахмет Ишмухаметович, 1905 г.р., пропал без вести в 03.1943 г.
21.сержант Гимранов Муса Гайносович, 1919 г.р., погиб 21.12.1942 г. в с. Мариновка Сталинградской обл. Захоронен в братской могиле возле ст. Кривомузгинская Калачевского района Сталинградская обл.
22.рядовой Ибрагимов Ахмед, 1913 г.р., погиб 25.09.1944 г. Захоронен в дер. Тымева Польша.
23.рядовой Идрисов Бари Галимович, 1907 г.р., пропал без вести в 11.1941 г.
24.курсант Идрисов Зуфар Исмаилович, 1921 г.р., пропал без вести в самом начале войны в 06.1941 г. По не подтвержденным сведениям умер в плену в лагере во Франции.
25.рядовой Идрисов Ахтям Усманович (более сведений установить не удалось).
26.рядовой Идрисов Ханиф (более сведений установить не удалось).
27.рядовой Иксанов Гариф Зарипович, 1913 г.р., пропал без вести в 12.1941 г.
28.рядовой Иксанов Шафик Шайфулгаримович, 1913 г.р., пропал без вести в 03.1942 г.
29.сержант Иксанов Хайдар Юсупович, 1922 г.р., умер от ран 22.12.1943 г. в госпитале. Захоронен в г. Смоленске, Покровское кладбище, братская могила № 39, ряд 2, от южного края могилы 5.
30.мл. сержант Карачурин Фуат Даутович, 1922 г.р., пропал без вести 29.07.1942 г. в бою под хут. Тормосино Тормосиновского района Сталинградской обл.
31.рядовой Латыпов Харис Лукманович, 1922 г.р., пропал без вести в 12.1941 г.
32.мл. сержант Мустаев Раис Миниахметович, 1925 г.р., погиб 18.04.1945 г. Захоронен в с. Кухельня Моравия, Чехословакия
33.рядовой Мустакимов Сайфутдин Салахутдинович, 1923 г.р., пропал без вести в 11.1944 г.
34.рядовой Сайфутдинов Рахимзян Хаматгареевич, 1906 г.р., пропал без вести в 03.1942 г.
35.рядовой Тазикин Бахтыгирей Ахметгареевич, 1899 г.р., умер от ран 09.10.1944 г. в госпитале. Захоронен в дер. Четате (южная церковь), Румыния.
36.рядовой Тазикин Минигарей Ахметгареевич, 1906 г.р., пропал без вести в 10.1941 г.
37.рядовой Тазикин Сабир Рахимзянович, 1902 г.р., пропал без вести в 06.1942 г. (проживал в дер. В. Тирмы)
38.рядовой Туктаров Шарифулла Гарифуллович (Набиуллович), 1903 г.р., 05.07.1943 г. попал в плен у г. Малоархангельск. Содержался в лагере шталаг № 319, находившемся у г. Герлитц Польша. Присвоенный здесь лагерный номер — «5821». Умер в плену 19.09.1944 г.
39.рядовой Туктаров Шарифулла Гарипович, 1903 г.р., погиб 04.02.1943 г. Захоронен в дер. Труды-Теряево Русско-Бродского района Орловской обл.
40.рядовой Туктаров Минивали Минигалиевич, 1914 г.р., пропал без вести в 03.1942 г.
41.рядовой Туктаров Муллахмет Шаяхметович (снайпер), 1901 г.р., погиб 26.09.1942 г. Захоронен на выс. 257,2 северо-восточнее дер. Корсунь Верховского района Орловской обл.
42.рядовой Туктаров Мустафа Галяутдинович, 1906 г.р., погиб 14.08.1943 г.
43.рядовой Туктаров Нуртдин (Нурутдин) Абзалович (более сведений установить не удалось).
44.рядовой Туктаров Гумер (более сведений установить не удалось).
45.рядовой Туктаров Ибрагим Исламович, 1915 г.р., убит в бою 02.12.1943 г. Захоронен в дер. Устья Оршанского района Витебской области Белорусской ССР.
46.рядовой Хабибуллин Габидулла (Хабибулла) Газидулович, 1910 г.р., убит взрывом запала гранаты 01.07.1942 г. Захоронен в дер. Покровск Полесского района Курской области.
47.рядовой Хакимов Масхут Сагитдинович, 1914 г.р., пропал без вести в 12.1941 г.
48.сержант Хакимов Ханиф Гаймадинисламович, 1919 г.р., в 1940 г. окончил школу младшего ком.состава артиллерии под Киевом, погиб в первые дни ВОВ на границе в Бессарабии (ныне Республика Молдова). Был призван в РККА в 1939 г. из Ферганской области Узбекистана. В списках части не значится (в семье есть предание - был в плену и освобожден союзниками, в СССР не возвращался. В 1960-е приходил к его брату человек, который был с ним в концлагере). Перед отъездом в Фергану поменял фамилию, имя, отчество. Проходил службу с изменёнными Ф.И.О., так как был сыном репрессированного Хакимова Гаймадинислама Насретдиновича.
49.рядовой Хусаинов Сабир Хусаинович, убит в бою 10.11.1942 г. Захоронен в хут. Тюковновский Серафимовичского района Сталинградской обл.
50.рядовой Хусаинов Мазит Сагиевич, 1924 г.р., убит в бою 20.07.1944 г. Захоронен в 200 м восточнее дер. Лодзглово Латвийская ССР.
51.рядовой Хусаинов Халиль Хайруллович, 1924 г.р. (более сведений установить не удалось).
52.Хусаинов Минимулла Исламутдинович (более сведений установить не удалось).
53.Хусаинов Набиулла Исламутдинович (более сведений установить не удалось).
54.рядовой Шамсуваров Нуриахмет Нурмухаметович, 1912 г.р., пропал без вести в 03.1945 г.
55.рядовой Юламанов Шурифулла (более сведений установить не удалось).
56.рядовой Юлдашев Гайзетдин Сахаевич, 1918 г.р., 18.09.1941 г. попал в плен у г. Пирятин Полтавской области Украинской ССР. Умер в плену 29.03.1942 г.
57.рядовой Юлдашев Тимергали (более сведений установить не удалось).
1. 1 2  http://www.webcitation.org/6Rxi3K6iw
2. ↑  Административно-территориальное устройство Республики Башкортостан: Справочник / Сост. Р. Ф. Хабиров. — Уфа: Белая Река, 2007. — 416 с. — 10 000 экз. — ISBN 978-5-87691-038-7.
3. 1 2  Единый электронный справочник муниципальных районов Республики Башкортостан ВПН-2002 и 2009
4. ↑  ���� - ��� ������������ ����� �� (������������� �� ��.�.������,4) - ������ ������������� - ���� ���������� �� ����� ������� ���������� ������������. Дата обращения: 19 августа 2018. Архивировано 20 августа 2018 года.
5. ↑  Единый электронный справочник муниципальных районов Республики Башкортостан ВПН-2002 и 2009
6. ↑  Мишари и татары в Башкортостане. Дата обращения: 19 августа 2018. Архивировано 20 августа 2018 года.
7. 1 2  Информация получена из сайта Минобороны России «Память народа». Дата обращения: 19 августа 2018. Архивировано 27 апреля 2021 года.